# Oleanderschwärmer

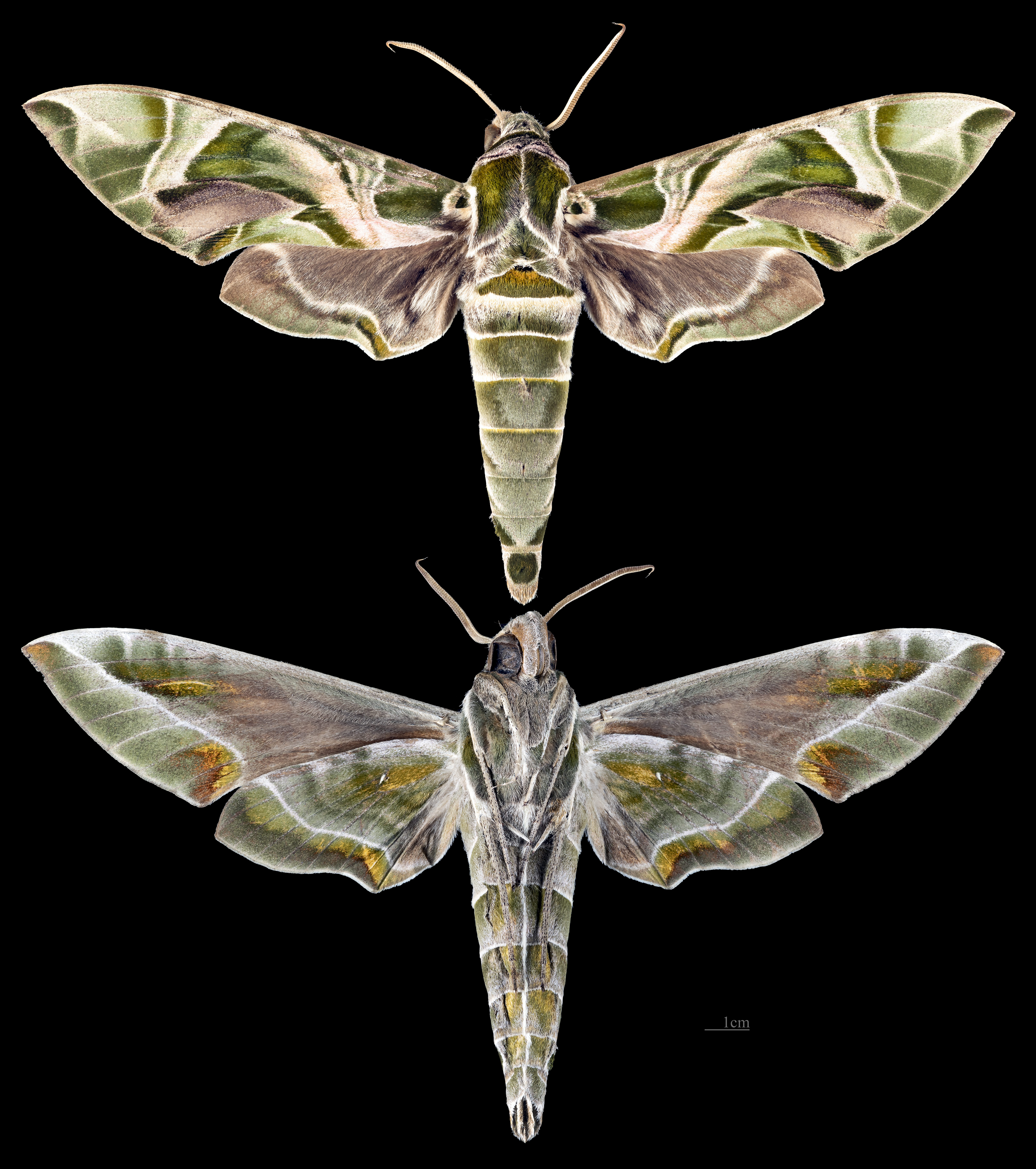
Präparat eines Oleanderschwärmers

Der Oleanderschwärmer (Daphnis nerii) ist ein Schmetterling (Nachtfalter) aus der Familie der Schwärmer (Sphingidae), der vorwiegend in den Tropen und Subtropen der alten Welt beheimatet ist. Er fliegt als Wanderfalter auch nach Europa ein und zählt auf Grund seiner Spannweite von bis zu 12 Zentimetern zu den größten hier vorkommenden Schwärmern. Anders als die ebenso weit aus dem Süden einfliegenden Totenkopfschwärmer und Linienschwärmer ist die Art aber nördlich der Alpen ein sehr seltener Gast. Wegen seiner prächtigen Färbung wird er zu den eindrucksvollsten Schwärmerarten gezählt.

## Merkmale

### Falter
Die männlichen Falter erreichen eine Flügelspannweite von 70 bis 100 Millimetern, die Weibchen werden mit 95 bis 120 Millimetern etwas größer. Der Flügelumriss unterscheidet sich nicht von dem anderer Arten der Gattung und ist ganzrandig, die Flügelspitze läuft spitz zu. Die Flügel werden von einem in feinen Abstufungen olivgrün bis grün gefärbten Muster dominiert, wobei die Temperaturen während der Puppenruhe Einfluss auf die Ausbildung und Intensität der Farbtöne des Falters haben. Bei Temperaturen um etwa 21 °C wird überwiegend ein kräftiges Grün, bei hohen Temperaturen jenseits der 26 °C dagegen ein Olivgrün entwickelt. Das Muster besteht aus geschwungenen grünen Flecken, an die unterschiedlich ausgefärbte cremefarbene bis blass rosarote Bänder angrenzen, deren Färbung ebenso variiert. Ein dominantes Band vom Flügelansatz etwa zum Außenrand des Vorderflügels ist meist intensiver rosa getönt. Zwischen der Mitte und dem Innenwinkel der Vorderflügel liegt ein dunkel bräunlich bis blauvioletter Fleck. 
Die Hinterflügel sind größtenteils ebenso wie dieser gefärbt. Der Teil, der in Ruhestellung nicht von den Vorderflügeln bedeckt ist, sowie ein mehr oder weniger ausgedehnter Bereich entlang des Flügelaußenrandes zeigen dagegen die gleiche grüne Färbung wie die Vorderflügel. In der hinteren Flügelhälfte verläuft eine feine, geschwungene, cremefarbene Binde. Bei der forma nigra ist die komplette Grünfärbung der Falter durch Schwarztöne ersetzt. 
Der Thorax ist grün behaart, wobei die Grünfärbung nach vorne breiter wird und in der Mitte einem cremefarbenen, behaarten Dreieck weicht, dessen Basis mit dem hinteren Ende des Metathorax abschließt. Der Hinterleib besitzt eine ähnliche Färbung und Musterung wie die Vorderflügel. Eine markante, helle Binde verbindet die beiden intensiv gefärbten Bänder der Vorderflügel. Die Beine sind ebenso wie die etwa 14 bis 17 Millimeter langen, fadenförmigen Fühler cremegelb.

### Ei
Die Eier des Oleanderschwärmers sind hellgrün, nahezu kugelig und haben eine sehr fein gekörnte Oberfläche. Sie sind mit 1,5 Millimeter Höhe und 1,25 Millimeter Breite im Verhältnis zur Größe des ausgewachsenen Falters unproportional klein.

### Raupe

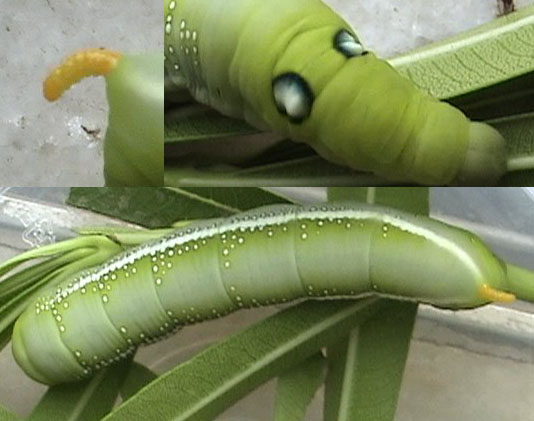
Raupe des Oleanderschwärmers. Unten die gesamte Raupe mit Punktmuster, oben links das gelbe Analhorn, oben rechts der Thorax mit den Augenflecken

Die Raupen erreichen eine Körperlänge von 90 bis 130 Millimetern. Beim Schlupf sind sie drei bis vier Millimeter lang, leuchtend gelb und besitzen ein proportional sehr langes, dünnes, dunkel gefärbtes Analhorn. Schon kurz nach Beginn der Nahrungsaufnahme beginnt die Umfärbung. Bis zur ersten Häutung erreichen die Raupen eine Länge von fünf bis acht Millimetern und haben ihre Farbe über grüngelb nach bläulichgrün gewechselt. Ihr Analhorn ist nun etwa 2,5 Millimeter lang und schwarz gefärbt, die Stigmen sind ebenfalls schwarz, die Thorakalbeine rosa. Das Analhorn besitzt am letzten Drittel eine für Schwärmerraupen ungewöhnliche mützenförmige Ausbuchtung, die erst im vorletzten Raupenstadium verschwindet. 
Vor der zweiten Häutung haben die Raupen eine Körperlänge von 8,5 bis 15 Millimetern und eine hell bläulichgrüne Färbung. Am dritten Thoraxsegment sind beidseits bereits die zwei hellen, dunkel gesäumten Augenflecken erkennbar. Das vierte Segment besitzt keine, die acht darauffolgenden Segmente je zwei bis sechs kleine, helle, runde Punkte. Das 4,5 bis 4,8 Millimeter lange Analhorn zeigt an der Spitze ein oder zwei helle Höckerchen, an denen Haare entspringen. 
Während des dritten Raupenstadiums verfärbt sich der nun 20 bis 25 Millimeter lange Körper der Tiere grün bis gelbgrün, die zwei Paar Augenflecken am dritten Thoraxsegment sind groß und bläulich gerandet. Auf den übrigen Segmenten bilden kleine, blau gerandete helle Punkte eine zusammenhängende Kette, ausgenommen auf dem letzten Segment. Das nun etwa sieben Millimeter lange Analhorn trägt erst ab diesem Stadium häufig eine weiße Spitze. 
Nach der nächsten Häutung erreichen die Raupen eine Körperlänge von 26 bis 40 Millimetern. Sie sind ebenfalls grün bis gelbgrün gefärbt, in diesem Stadium kann sich aber auch eine bräunliche Färbung ausbilden. Die beiden Augenfleckpaare am dritten Thoraxsegment sind nun außen zusätzlich dunkel gerandet und verschmelzen gelegentlich. Entlang der Seiten des Körpers verläuft eine gelbe Längslinie, über der weiße Punkte verstreut sind und unter der die kleinen weißen, blau gerandeten Punkte in einer Reihe sitzen. Die erste Hälfte des dünnen, 8,5 bis 9,5 Millimeter langen Analhorns ist nun gelblichweiß gefärbt, die zweite ist rein weiß oder farblos.

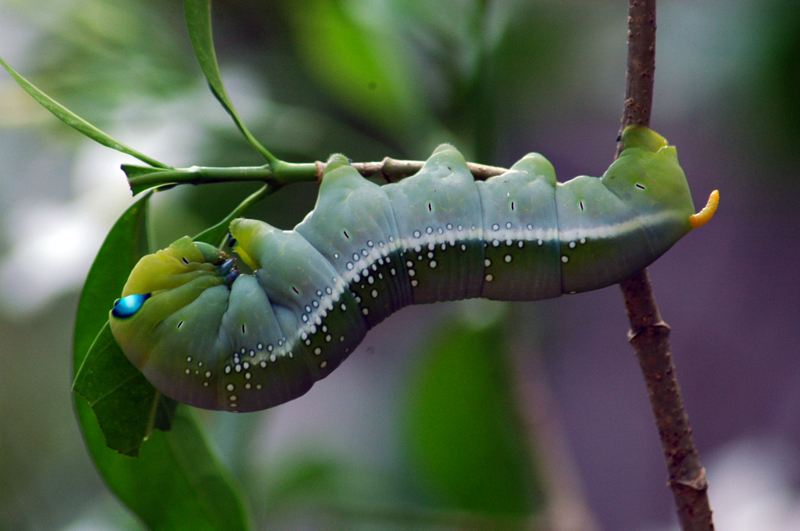
Raupe im letzten Stadium

Im fünften und letzten Raupenstadium erreichen die Tiere ihre eingangs beschriebene Länge. Die Grundfärbung ist nun grün oder braun, wobei der Rücken etwas dunkler gefärbt ist. Gelegentlich besitzt der Rücken einen rosa Schimmer. Beidseits des Rückens verläuft eine weiße Längslinie, an die zur Bauchseite hin ein bläulicher Schimmer angrenzt. Innerhalb dieses blauen Bereichs befinden sich längs aneinandergereihte, kreisrunde, weiß gefärbte und blau gerandete Punkte. Zusätzlich befinden sich oberhalb der weißen Längslinie weitere, ungerandete weiße Punkte. Am dritten Thoraxsegment befinden sich auf jeder Seite des Rückens zwei weiße, blau und außen schwarz gerandete, auffällige Augenflecken, die meist mehr oder weniger ineinander verschmelzen. Das plumpe, nun nur vier bis fünf Millimeter lange Analhorn ist orange und hat eine schwarze Spitze. Es ist gepustelt und nach hinten unten gekrümmt. Die Stigmen sind schwarz. Die Thorakalbeine sind rötlichbraun bis bläulich, die Bauchbeine besitzen die Körpergrundfarbe. Manchmal ist die Grundfarbe der Raupen im letzten Stadium bronzefarben, wobei die ersten Körpersegmente rosa gefärbt sind. Die übrigen Merkmale sind dann identisch mit denen der anderen Raupenstadien. Selten kann man auch bernsteinfarbene oder blass ockergelbe Raupen mit purpurrot gerandeten Augenflecken finden.

### Puppe

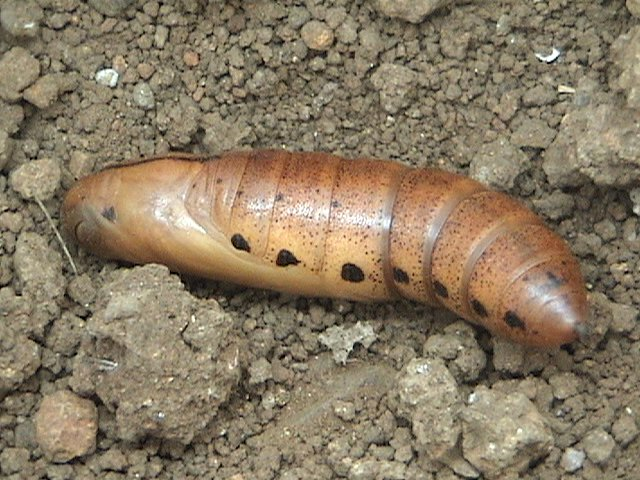
Puppe des Oleanderschwärmers

An der 60 bis 75 Millimeter messenden, schlanken Puppe kann man zahlreiche Körperdetails des späteren Falters gut erkennen. Der Kopf, Thorax, die Flügelscheiden, Seiten und der Bauch des Hinterleibs sind blassorange, der Rücken des Hinterleibs ist rotbraun gefärbt und besitzt schwarze Sprenkel. Auch die Flügelscheiden besitzen gelegentlich solche Sprenkel. Die Oberfläche der Puppe ist glänzend, der Kopf, Thorax und die Flügelscheiden sind glatt, der Hinterleib ist am Rücken grob gekörnt, wobei das 12. bis 14. Segment auch am Bauch eng gekörnt ist. Diese Einkerbungen formen ungleichmäßige Linien, am Bauch verlaufen diese schräg. Der entrollte Saugrüssel ist als schwarze Linie entlang dem Kopf und Thorax gut zu erkennen. Am Rücken des zweiten bis vierten Körpersegmentes befindet sich zudem ein etwas breiterer schwarzer Streifen. Der kleine, gerade und kegelförmige Kremaster ist schwarz und endet in zwei abgestumpften Zähnchen. Auch die Stigmen sind schwarz und jeweils von einem schwarzen Fleck umgeben. Der Kopf der Puppe ist breit abgerundet; die Schultern treten nicht markant hervor. Auch die Facettenaugen sind gut erkennbar und besitzen eine sichelförmige dunkle Markierung. Die Fühlerscheiden sind etwas kürzer als die Vorderbeine. 

### Ähnliche Arten
Der Oleanderschwärmer kann mit Daphnis hypothous aus Indien und Südostasien verwechselt werden, welcher sehr selten auch im Westen der Paläarktis als Wanderfalter zu beobachten ist. D. hypothous besitzt ein sehr ähnliches Muster, allerdings mit schwarzer Grundfarbe, weswegen ihm insbesondere die forma nigra sehr ähnelt. Sicheres Unterscheidungsmerkmal ist ein weißer runder Fleck an den Vorderflügelspitzen, der dem Oleanderschwärmer fehlt.

## Lebensweise
Die nachtaktiven Oleanderschwärmer fliegen nach Sonnenuntergang bis vor Sonnenaufgang. Sie saugen Nektar von verschiedenen Pflanzen, wie etwa von Tabak (Nicotiana), Petunien (Petunia), Heckenkirschen bzw. Geißblättern (Lonicera), Seifenkräutern (Saponaria) und Wunderblumen (Mirabilis), wobei pro Nahrungssuche etwa 0,4 bis 0,8 Milliliter Nektar aufgenommen werden. Neben Nektar wird auch Wasser von Tau- und Regentropfen gesogen. Der Oleanderschwärmer lässt sich anders als der ähnliche D. hypothous nur selten durch künstliches Licht anlocken. 
Die Falter ruhen tagsüber entweder auf festem Untergrund oder hängen gut getarnt zwischen Blattwerk. Der Kopf wird dabei eingezogen, Thorax und Hinterleib werden vom Untergrund weggestreckt. Sind die Temperaturen günstig, sind die Falter sehr schreckhaft und fliegen bei Störungen auch tagsüber. Der Lebenszyklus der Art ist an die klimatischen Bedingungen und Tageslängen in den Tropen angepasst. Sie bevorzugen ganzjährig Temperaturen knapp unter 30 °C und eine Sonnenscheindauer von idealerweise 12, maximal 14,5 Stunden pro Tag. 

### Wanderflüge und Flugzeiten der Falter
Der Oleanderschwärmer ist ein Wanderfalter, der jedoch nicht überall auf der Welt Wanderungen unternimmt, was darauf schließen lässt, dass der Wandertrieb nicht genetisch festgelegt ist, sondern durch Umweltfaktoren bedingt ist. Dies zeigt sich gut an der auf Hawaii eingeschleppten Population. Diese konnte sich innerhalb von nur zwei Jahren auf der Inselkette etablieren, auf der ideale Temperaturen um die 28 °C und Tageslängen zwischen 12 und maximal 14,5 Stunden herrschen. Unter Umweltfaktoren, die eine Wanderung bedingen, wäre eine Ansiedlung nicht erfolgreich gewesen, da die Inselgruppe geografisch isoliert und die Entfernung zum Festland zu groß ist, sodass die abwandernden Falter nicht mehr zurückkehren könnten und die Population erlöschen würde. 
Zwischen 14 und 14,5 Stunden Sonnenschein pro Tag liegt die kritische Photoperiode, die bei den Raupen auslöst, ob die späteren Falter sesshaft bleiben oder abwandern. Dies begründet sich dadurch, dass in Regionen mit einer größeren Tageslänge, beispielsweise ab dem 20. Mai um den 25. Breitengrad in Saudi-Arabien, Tagestemperaturen über 30 °C erreicht werden, welche für die Puppen, die am freien Boden liegen, kritisch sind. Bei den dort im Juni schlüpfenden Faltern verzögert sich durch die längere Tagesdauer die Eireifung. Die Falter wandern aus den warmen Regionen weiter nordwärts, ihre Eier reifen währenddessen aus und können dann in den kühleren Gebieten, beispielsweise im Mittelmeerraum, abgelegt werden. Die dort heranwachsenden Raupen der nächsten Generation sind ebenfalls Tagen mit mehr als 14,5 Stunden Dauer ausgesetzt, überleben aber aufgrund der milderen Temperaturen und treten so den Rückflug nach Süden an. Bei diesen Faltern ist die Eireifung ebenso verzögert, so dass die Eier nach der Ankunft in ihrer südlichen Heimat abgelegt werden können. 
Nördlich der Alpen ergeben sich aber für die Falter folgende Probleme: Die Tageslänge steigt auf 18 und mehr Stunden an und die Bodentemperaturen liegen nicht durchgehend über 25 °C. Bei Imagines, die sich aus den dort gelegten Eiern entwickeln – was nur in heißen Jahren möglich ist – verzögert sich die Eireifung derart, dass es unwahrscheinlich ist, dass deren Eier überhaupt zur Entwicklung kommen. Auch ist nicht bekannt, ob der Rückflug dieser Tiere erfolgreich ist.
Der Oleanderschwärmer fliegt in seinem tropischen Verbreitungsgebiet ganzjährig in kontinuierlich aufeinander folgenden Generationen. In der südlichen Mittelmeerregion, Nordafrika, dem Nahen Osten bis Afghanistan fliegt die Art von Mai bis September, wobei vier bis fünf Generationen, die sich meist überlappen, ausgebildet werden. In Südeuropa fliegen zwei Generationen zwischen Juni und August als Wanderfalter ein, weiter nördlich ist es nur eine von Juni bis September, wobei deren Raupen von Juli bis September schlüpfen. 
In Hong Kong fliegen zwei Generationen von Oktober bis Februar und selten auch im Mai, in Japan fliegen sie im Süden auf den Ryūkyū-Inseln von Mai bis November, im Norden auf Kyūshū fliegen sie von September bis November ein.

### Paarung und Eiablage
Die Paarung, bei der die Partner, wie bei Schwärmern üblich, mit dem Körper in entgegengesetzte Richtungen am Hinterleib aneinandergekoppelt sind, wird relativ schnell vollzogen und dauert maximal etwa vier Stunden. Gelegentlich bleibt das Pärchen aber bis zum Morgen miteinander verbunden. Die Weibchen legen in den drei folgenden Tagen durchschnittlich 100 Eier einzeln an der Ober- wie Unterseite der Nahrungspflanzen ab, maximal sind es etwa 300 Eier. Sie tun dies an den Blättern von jungen, einzeln, bevorzugt geschützt stehenden Büschen der Nahrungspflanzen. Häufig werden zur Eiablage Pflanzen gewählt, die am Fuße von Abhängen, in der Nähe von Häusern oder nahe an Bäumen einer Lichtung stehen. Dabei umfliegt das Weibchen die Pflanze oft mehrmals, bevor sie in einer pendelnden Bewegung das Ei im Flug ablegt.

### Nahrung der Raupen

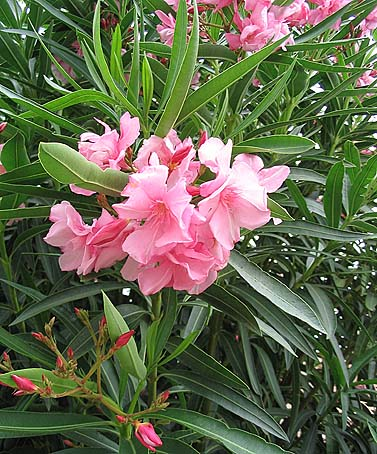
Oleander ist die wichtigste Nahrungspflanze der Raupen

Die meisten Nahrungspflanzen der Raupen gehören zur Familie der Hundsgiftgewächse (Apocynaceae): Die Raupen ernähren sich überwiegend von Oleander (Nerium oleander), auch an Immergrün (Vinca), Amsonien (Amsonia), Seidenpflanzen (Asclepias), Wüstenrosen (Adenium), Wachsbäumen (Carissa), Tabernaemontana, Thevetia, Zimmerimmergrün (Catharanthus); aber auch an Weinreben (Vitis), Gardenien (Gardenia), Jasminum, Sternjasmin (Trachelospermum), Rhazya,  Prunkwinden (Ipomoea), und vermutlich an Mangos (Mangifera). In der Aufzucht nehmen die Raupen auch Ovalblättrigen Liguster (Ligustrum ovalifolium) an. Reinhardt und Harz erwähnen darüber hinaus Flieder (Syringa) und Liguster (Ligustrum) und selten auch Kornelkirsche (Cornus mas) und Echte Walnuss (Juglans regia) als Nahrungspflanzen.
Auch bis nach Südostasien sind die Raupen überwiegend an Oleander zu finden, darüber hinaus auch an Adenium obesum und an der Rosafarbenen Catharanthe (Catharanthus roseus). Die Nahrungspflanzen der Raupen in China und Taiwan sind bisher nicht bekannt.

### Entwicklung
Vor dem Schlupf besitzen die Eier einen gelben Schimmer. Die nachtaktiven Raupen schlüpfen nach durchschnittlich 12 Tagen, bei heißem Wetter bereits nach etwa fünf Tagen. Direkt nach dem Schlupf wird die Eischale gefressen, danach fressen die Tiere sogleich an den Nahrungspflanzen. Sie sind sehr gefräßig, größere Raupen können pro Tag ihr doppeltes Gewicht an Blättern vertilgen. Die Raupen können auch rückwärts kriechen und unabhängig von ihrer Fortbewegung ihr Horn auf und ab bewegen. Junge Tiere bewegen sich meist ruckartig fort. Man findet sie in der Regel offen an den Enden junger Seitentriebe sitzend, ältere Raupen fressen eher in den Zweigspitzen, wobei sie sich mit zunehmender Größe weiter unten an den Ästen aufhalten. Zunächst werden immer alle vorhandenen Blüten gefressen, ansonsten junge und mittelalte Blättchen im ganzen. Bei älteren Blättern wird nur der Außenrand angefressen. Gravimetrisch konnte an im Labor gezüchteten Raupen das Nahrungsverhalten der Raupen detailliert untersucht werden. Junge Blätter haben einen höheren Wassergehalt, auch können Raupen von ihnen mengenmäßig am meisten fressen und in Energie umwandeln. Das starke Wachstum der an jungen Blättern fressenden Raupen ist somit nicht nur an die bessere energetische Verwertbarkeit der Blätter, sondern auch an den Wassergehalt und die höhere Aufnahmefähigkeit gekoppelt. Der Wassergehalt im Körper dieser Raupen ist höher, als bei Raupen, die an älteren und weniger wasserreichen Blättern fressen, da die überwiegende Wasseraufnahme durch die Aufnahme mit den Blättern erfolgt. Die hauptsächliche Ausscheidung erfolgt durch Kot. Jener von Raupen an älteren Blättern ist deutlich trockener als jener von Raupen an jungen Blättern, da erstere Wasser deutlich besser verwerten und in ihrem Darm aufnehmen können. Stickstoff ist ein weiterer wichtiger Faktor für das Wachstum der Tiere. Mittelalte Blätter haben den höchsten Stickstoffgehalt, weswegen auch sie gerne gefressen werden.
Die Raupen sind durch ihre Färbung und die Imitation von Blättern gut getarnt und schwer zu entdecken. Sie verraten sich aber durch ihre etwa fünf Millimeter langen Exkremente (Kotballen), die am Boden um die Pflanze verteilt zu finden sind. Ältere Raupen klettern häufig in Fresspausen an die Basis der Pflanzen hinab und verstecken sich tagsüber unter Steinen oder Pflanzenmaterial. Wenn sie auf den Pflanzen bleiben, sitzen sie an der Unterseite oder am Stiel eines Blattes. Sie ruhen dann mit ausgestrecktem Körper und haben den Thorax aufgerichtet, wobei der Kopf leicht gehoben wird. Stört man sie, versuchen sie zunächst durch Strecken des Körpers ein Blatt zu imitieren. Hält die Störung an, wölben sie den Rücken nach außen und biegen den Kopf soweit nach unten, dass er fast die Thorakalbeine berührt. Durch diese Körperhaltung kann man die Augenflecken besonders gut erkennen. Dies schreckt Fressfeinde ab, da die Größe der Augen ein viel größeres Tier vermuten lässt (Mimikry) und warnt zugleich vor der Giftigkeit der Raupen. Die Nahrungspflanzen enthalten vor allem hochgiftige Cardenolidglykoside, die auch im Körper der Raupen und ihren Ausscheidungen nachgewiesen werden konnten. Kitching (2000) zitiert allerdings Rothschild (1973), der dies noch nicht bekannt war. Auch können die Raupen bei Bedrohung giftigen Mageninhalt hervorwürgen.
Nach den Häutungen frisst die Raupe die abgestreifte Exuvie. Das letzte Raupenstadium dauert im Durchschnitt elf Tage, wobei die Raupe ab dem sechsten Tag beginnt, sich dunkel olivbraun bis schokoladenbraun, violett oder orangerot zu färben. Die Raupen weisen dann aber immer noch ihre übrige Zeichnung auf, lediglich die großen Augenflecke werden gelegentlich ganz schwarz. Am siebenten Tag stellen die Tiere die Nahrungsaufnahme ein, die Umfärbung des Körpers ist spätestens am achten Tag beendet. Am zehnten Tag tritt die Raupe in das Vorpuppenstadium ein und kontrahiert den Körper zunehmend. Am letzten Tag verlässt sie die Nahrungspflanze und sucht einen geeigneten Platz zur Verpuppung. Während dieser Suche sondert sie schleimigen Darminhalt ab.

### Verpuppung
Die Verpuppung findet nicht im, sondern direkt auf dem Erdboden, oft in einer flachen Absenkung statt; ab und zu verpuppen sich die Raupen auch unter Moos. Sie legen ein lockeres Gespinst aus gelber bis brauner Seide an, in das zum Teil auch pflanzliches Material eingearbeitet wird. Das Anlegen des Gespinstes und die Verpuppung dauert etwa drei Tage, nach weiteren zwei Tagen besitzt die zunächst gelb gefärbte Puppenhaut ihre eigentliche Farbe und ihre leicht durchsichtige Hülle ist ausgehärtet. Die Puppe liegt frei in ihrem Gespinst und bewegt bei Störung ihren Hinterleib. Die Imagines schlüpfen nach drei bis sechs Wochen. Die Puppe verträgt keine Kälte und stirbt bei Temperaturen unter 10 °C, weswegen in Europa überwinternde Puppen auch im Süden nur sehr selten überleben. 
Die Falter schlüpfen in der Regel zwischen 22 und 23 Uhr, fliegen aber frühestens in der nächsten Morgendämmerung. Die meisten Tiere starten ihren ersten Flug jedoch am darauffolgenden Abend.

## Verbreitung und Lebensraum

### Gesamtverbreitung

Verbreitungsgebiete von Daphnis nerii. Grün: permanent besiedelt; Blau: in den Sommermonaten besiedelt

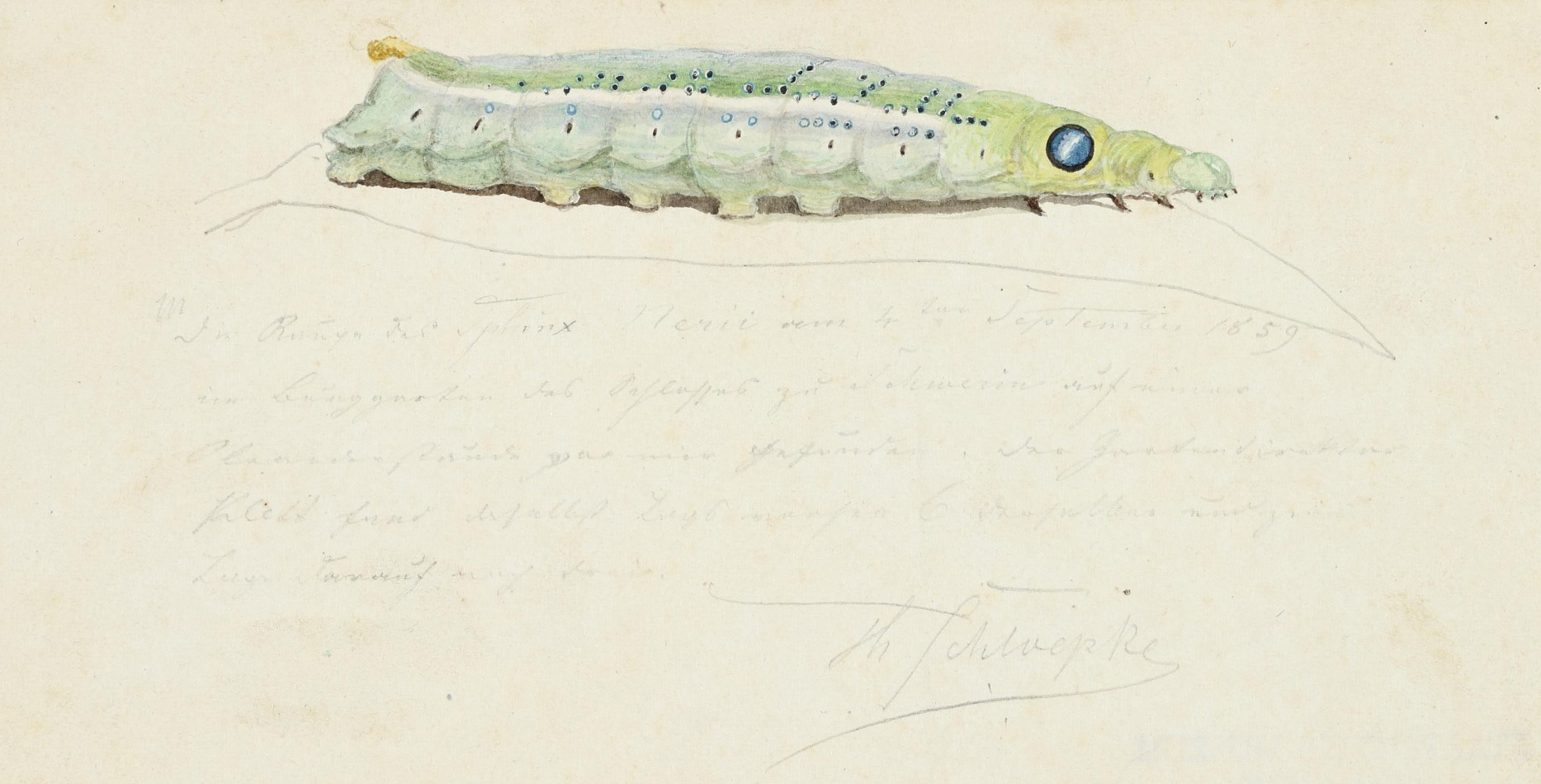
Eine 1859 in Schwerin gefundene Raupe des Oleanderschwärmers. Aquarell von Theodor Schloepke

Das ganzjährige Verbreitungsgebiet der Tiere erstreckt sich vom südlichen Mittelmeerraum, Nordafrika, dem Nahen Osten, Afghanistan, Indien und Sri Lanka, östlich bis in das tropische Südostasien und die Philippinen. Weiterhin findet man sie auch im tropischen Afrika. Die Grenze der ganzjährigen Verbreitung ist in Europa nicht eindeutig, die Art kommt aber an günstigen Standorten auf Sizilien, Kreta und Zypern dauerhaft vor. Sind die Bedingungen in mehreren aufeinanderfolgenden Jahren ideal, werden weitere Teile dieser Inseln und auch der Süden Italiens und Griechenlands besiedelt. Diese Vorkommen erlöschen aber nach einem für die Puppen zu kalten Winter. 
Bis vor wenigen Jahren war die Art im Süden Chinas und in Taiwan nur sehr selten bekannt, mittlerweile sind aber Populationen in diesen Gebieten stabil, etwa in Hongkong. Auf Hawaii wurde der Oleanderschwärmer 1974 durch den Menschen eingeschleppt, auch Guam ist mittlerweile besiedelt.
In Europa fliegt die Art gelegentlich im Sommer ein und kann dabei auch weit nach Skandinavien vordringen. Sie ist im Norden aber ein sehr seltener Gast und kommt auch in Mitteleuropa nur sehr spärlich vor. Aus historischer Zeit sind Jahre mit zahlreichen Falterbeobachtungen und auch Raupenfunde aus weiten Teilen Deutschlands bekannt, in einem durchschnittlichen Jahr werden aber nur einige wenige Individuen in Deutschland beobachtet. Beispielsweise wurden im Sommer 1859 zahlreiche Raupen auf Oleanderstauden am Schweriner Schloss gefunden, kurz nachdem die neue Orangerie in Betrieb genommen worden war. Ein Exemplar davon wurde vom Hofmaler Theodor Schloepke in einem Aquarell festgehalten. Die Falter unternehmen auch in das zentrale Südasien und in die südlichen Teile Japans Wanderflüge.

### Lebensraum
Den Oleanderschwärmer findet man bevorzugt an trockenen Flussläufen, in Oasen und an temperaturbegünstigten Hängen überall dort, wo Oleander vereinzelt wächst. Orte, an denen die Pflanzen in großer Zahl vorkommen, werden eher gemieden. Da in Europa nördlich der Alpen Oleander selten wächst, können hier auf einzelnen Pflanzen mitunter über 100 Raupen gefunden werden.

## Spezialisierte Feinde und Gefährdung
Bislang sind drei spezialisierte Parasitoide der Raupen des Oleanderschwärmers bekannt. Dabei handelt es sich im westlichen Verbreitungsgebiet um die Brackwespe Cotesia saltator, im östlichen Verbreitungsgebiet um die beiden Raupenfliegen Compsilura concinnata und Exorista sorbillans. Die Weibchen dieser Parasitoide legen ihre Eier auf den Raupen ab, in denen sich dann die geschlüpften Larven entwickeln. Die Verpuppung findet in der Regel an der Außenseite der bis dahin abgestorbenen Raupen statt.
Aufgrund seiner weiten Verbreitung und Häufigkeit ist der Oleanderschwärmer nicht gefährdet.

## Namensgebung und Systematik
Der Oleanderschwärmer wurde 1758 von Carl von Linné in der 10. Auflage des Werks Systema Naturae als Sphinx nerii erstbeschrieben:

„S.[phinx] alis subangulatis viridibus: fasciis variis pallidioribus saturatioribus flavescentibusque. … Habitat in Nerio.“

„S.[phinx] mit leicht eckigen, grünen Flügeln: mit verschiedenen, blasseren und satteren gelben Bändern. … Lebt auf Oleander.“

Der Artname leitet sich vom lateinischen Gattungsnamen der wichtigsten Nahrungspflanzen der Raupe, dem Oleander (Nerium oleander) ab. 
Jacob Hübner beschrieb 1819 die Gattung Daphnis, der die Art heute zugehört. Die Gattung enthält etwa zehn in den Tropen und Subtropen der Alten Welt verbreitete Arten. Diese wird mit derzeit 77 anderen Gattungen innerhalb der Subtribus Macroglossia eingeordnet, die gemeinsam mit dem Schwestertaxon Choerocampina die Tribus Macroglossini bilden. Die Stellung der Unterfamilie Macroglossinae neben den anderen beiden Unterfamilien der Schwärmer ist gut begründet, allerdings ist die Monophylie sämtlicher Tribus und Subtribus innerhalb dieser unsicher, außer die der Choerocampina.

### Synonyme
- Sphinx nerii Linnaeus, 1758, Syst. Nat. (Edn 10) 1: 490[2]
- Deilephila nerii bipartita Gehlen, 1934, Bull. Mus. r. Hist. nat. Belg. 10(3): 2[2]
- Daphnis infernelutea Saalmüller, 1884[14]